# Blauwe haai

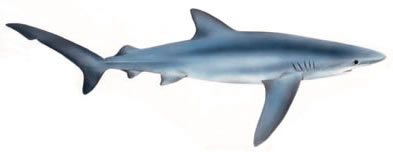

De blauwe haai (Prionace glauca), ook wel grote blauwe haai genoemd, is een haai uit de familie van de requiemhaaien (ook wel roofhaaien, Carcharhinidae), de familie die verantwoordelijk is voor de meeste aanvallen op mensen. Toch beschouwen veel duikers de blauwe haai als niet agressief, als een dier dat gemakkelijk afgeweerd kan worden.
De haai komt voor in de gematigde en tropische diepzeeën en zoekt zijn prooi aan de oppervlakte. Ze geven de voorkeur aan de koudere wateren en komen niet voor in de Golf van Mexico en de Rode Zee. Deze haaien kunnen grote afstanden afleggen bijvoorbeeld van New England tot Zuid-Amerika. De haai komt voor in de drie belangrijkste oceanen van de wereld (Grote, Atlantische  en Indische Oceaan) en in de Middellandse Zee. Sporadisch maakt het dier ook weleens een uitstapje in de Noordzee).

## Anatomie
De blauwe haai is levendbarend en kan per worp 25 tot 100 jongen werpen. Ze leven hoofdzakelijk van kleine vissen en inktvissen, maar kunnen ook grotere prooien pakken. Meestal komen ze voor in scholen gegroepeerd naar sekse en grootte. Het dier kan maximaal 20 jaar oud worden. Het lichaam van de vis heeft een langgerekte vorm.
De blauwe haai heeft lange vinnen en is aan de bovenkant donkerblauw dat naar de zijkanten lichter wordt. De vis heeft twee rugvinnen en één aarsvin. De onderkant is wit. De haai kan bij uitzondering vier meter of meer worden, maar gemiddeld is een volwassen exemplaar 1,8 tot 2,4 meter lang. Het gewicht is 30 tot 50 kilogram voor de kleinste volwassen exemplaren en rond de 160 kilogram voor de grotere exemplaren van bijna drie meter.

## Leefwijze
De blauwe haai is een zoutwatervis die voorkomt in een subtropisch klimaat op een diepte van maximaal 350 meter onder het wateroppervlak. Kenmerkend is zijn gewoonte om vlak onder dit wateroppervlak te zwemmen waarbij de rug- en staartvin boven het water uitsteken.

Het dieet van de blauwe haai bestaat uit kleine vissoorten van de open zee en inktvissen (vooral pijlinktvis), maar ook kreeftachtigen, andere haaien en zeezoogdieren (waarschijnlijk als kadaver) en zeevogels.

## Relatie tot de mens
De blauwe haai is voor de visserij van beperkt commercieel belang. Deze haai is wel eetbaar en wordt als bijvangst gevangen en aangeland door de beroepsvisserij met drijfnetten en langelijnvisserij, die gericht is op zwaardvis of tonijn. In 1994 werd in de Grote Oceaan 140 duizend ton blauwe haai aangeland. Verder wordt er op de vis gejaagd in de hengelsport.
Voor de mens is de blauwe haai niet geheel ongevaarlijk. De vis staat op nummer 9 van de lijst van wetenschappelijk beoordeelde aanvallen op mensen (die niet zijn uitgelokt). De witte haai staat op deze lijst nummer één met 244 aanvallen. Van de blauwe haai zijn tussen 1580 en 2008 dertien aanvallen gedocumenteerd, waarvan er vier dodelijk.
De populatie van de blauwe haai is zeer gevoelig voor intensieve visserij met drijfnetten en langelijnvisserij. Bewezen is dat in het noordelijk deel van de Grote Oceaan de populatie met 20% is afgenomen tussen de periode 1971-'82 en 1983-'93 (ruim 2% per jaar). De soort staat op de Rode Lijst van de IUCN als gevoelig (near threatened).

## Waarnemingen in Nederland
In december 1927 werd een exemplaar gevangen ten westen van Noorderhaaks. De eerste stranding voor Nederland werd opgetekend in 1972 op Terschelling. In december 2020 spoelde een levende blauwe haai aan bij het Zuid-Hollandse Ouddorp. In december 2021 spoelde een dood exemplaar aan op het strand aan de noordwestkant van Schiermonnikoog.